# Фаннін (округ, Техас)
33°35′ пн. ш. 96°07′ зх. д. / 33.59° пн. ш. 96.11° зх. д.
Округ Фаннін (англ. Fannin County) — округ (графство) у штаті Техас, США. Ідентифікатор округу 48147.

## Історія
Округ утворений 1837 року.

## Демографія
За даними перепису 2000 року загальне населення округу становило 31242 осіб, зокрема міського населення було 9709, а сільського — 21533. Серед мешканців округу чоловіків було 16627, а жінок — 14615. В окрузі було 11105 домогосподарств, 7990 родин, які мешкали в 12887 будинках. Середній розмір родини становив 2,99.
Віковий розподіл населення поданий у таблиці:
| Стать    | До 15 років | 15-21 | 22-29 | 30-39 | 40-49 | 50-65 | 65-85 | Понад 85 |
| -------- | ----------- | ----- | ----- | ----- | ----- | ----- | ----- | -------- |
| Чоловіки | 3014        | 1739  | 1871  | 2707  | 2487  | 2621  | 1979  | 209      |
| Жінки    | 2930        | 1233  | 1172  | 1943  | 1966  | 2535  | 2293  | 543      |

## Суміжні округи
- Браян, Оклахома — північ
- Ламар — схід
- Дельта — південний схід
- Гант — південь
- Коллін — південний захід
- Грейсон — захід

## Виноски
1. ↑  U.S. Decennial Census. United States Census Bureau. Архів оригіналу за 26 квітня 2015. Процитовано 26 квітня 2015.
2. ↑  Texas Almanac: Population History of Counties from 1850–2010 (PDF). Texas Almanac. Архів оригіналу (PDF) за 26 лютого 2015. Процитовано 26 квітня 2015.
3. ↑  State & County QuickFacts. United States Census Bureau. Архів оригіналу за 24 червня 2011. Процитовано 16 грудня 2013. [Архівовано 2011-06-24 у Wayback Machine.](англ.) Наведено за англійською вікіпедією.
4. ↑  Fannin County Profile. Архів оригіналу за 4 жовтня 2019. Процитовано 18 листопада 2019.
5. ↑  American FactFinder. Бюро перепису населення США. Архів оригіналу за 26 лютого 2012. Процитовано 31 січня 2008. [Архівовано 2008-05-21 у Wayback Machine.]

| США | Це незавершена стаття з географії США. Ви можете допомогти проєкту, виправивши або дописавши її. |